# Okoye
Okoye é uma personagem fictícia, membro da Dora Milaje na Marvel Comics. A personagem, foi criada por Christopher Priest e Mark Texeira, apareceu pela primeira vez em Black Panther nº 1 (novembro 1998) e pela última vez em Black Panther nº 62 em 2003 até retornar em Black Panther nº 171 (2018).

## Biografia
Okoye era uma Dora Milaje, parte de uma ordem de esposas em treinamento para o rei de Wakanda, que também serviu como suas valetes e guarda-costas pessoais. Cada membro da Dora Milaje foi escolhida de uma tribo diferente dos Wakandanos, uma tradição política para garantir a paz entre as tribos, uma vez que cada um de seus membros tinha um papel no palácio e uma chance de se tornar a próxima rainha. Embora longamente inativa, a ordem de Dora Milaje foi reativada pelo rei T'Challa para suavizar a discórdia política no reino, e Okoye e sua amiga Nakia foram escolhidas entre suas tribos para treinar no palácio. Monica Lynne lembrou-se de ter visto as meninas na adolescência do seu tempo em Wakanda. O papel das esposas em treinamento era puramente cerimonial, já que o rei T'Challa não abrigava qualquer afeto romântico em relação à menina, vendo-os mais como suas filhas. Okoye aceitou esta verdade no início, mas sua parceira Nakia sonhava em casar-se com o rei. A obsessão de Nakia tornou-se violenta, e ela abandonou a Dora Milaje para se tornar a vilã, Malice. Okoye trabalhou ao lado da nova recruta para a Dora Milaje, a rainha Divine Justice, criada em Chicago. Depois de um aneurisma cerebral fazer T'Challa se esconder, Okoye foi com ele. Eles encontraram um homem chamado Kasper Cole, que estava usando indevidamente o manto da Pantera Negra como um vigilante urbano. T'Challa escolheu testar Kasper para ver se ele era digno do papel. Okoye foi parte deste teste, um teste de personagem para ver se Kasper abandonaria sua namorada grávida devido à sua atração por Okoye. Okoye aparece mais tarde como diretora dos agentes de Wakanda.

## Habilidades
Okoye é altamente qualificada em várias formas de combate, sendo uma das membros-chave da Dora Milaje. Ela é excepcional no uso de várias armas e ferramentas wakandanas, especialmente qualificadas no uso de lanças. Okoye é uma grande estrategista tática e militar.

## Outras mídias
Televisão
- Okoye tem um pequena aparição sem voz em Os Vingadores: Os Super-Heróis mais Poderosos da Terra. Ela é membro da Dora Milaje de T'Challa.
- Okoye aparece em Lego Marvel Super Heroes - Pantera Negra: Trouble in Wakanda, expressa por Yvette Nicole Brown.

#### Filmes
A atriz Danai Gurira foi escolhida para fazer o papel de Okoye no Universo Cinematográfico da Marvel.
- Em Pantera Negra, Okoye é apresentada como a general da Dora Milaje. Ela tem o maior respeito por T'Challa e pela nação de Wakanda e é a esposa de W'Kabi. Ela fica ao lado de T'Challa, mas é forçada a mudar sua lealdade para Erik Killmonger quando ele usurpa o trono. Depois de ver que T'Challa está vivo e, portanto, ainda legalmente Rei com o desafio de combate pessoal incompleto, ela lidera Dora Milajie para lutar contra Killmonger no momento em que ele invalida sua própria reivindicação ao se recusar a continuar o desafio. Durante a luta de W'Kabi com M'Baku, Okoye eventualmente convence W'Kabi a se retirar, fazendo com que aqueles que lutam ao lado dele também se retirem.
- Em Vingadores: Guerra Infinita,[5] Okoye luta ao lado de Steve Rogers, Natasha Romanoff, Sam Wilson, Bucky Barnes, Bruce Banner, James Rhodes e Wanda Maximoff na batalha contra os Outriders e testemunha a chegada de Thanos. Ela sobrevive ao Blip, mas fica horrorizada quando T'Challa se desintegra.
- Em Vingadores: Ultimato,[6] Okoye começou a trabalhar com Romanoff, reportando-se diretamente a ela e monitorando problemas em Wakanda. Mais tarde, ela se junta à batalha final contra um Thanos alternativo e comparece ao funeral de Tony Stark.
- Ela retornará em Black Panther: Wakanda Forever.

Video-Games
- Okoye aparece em Lego Marvel Super Heroes 2. Ela aparece no DLC "Black Panther".
- Okoye apareceu em Avengers Academy com a voz de Bindy Cody.[7]
- Okoye é uma personagem jogável em Marvel Puzzle Quest e Marvel Strike Force.
- Okoye está disponível como personagem no jogo Marvel Crisis Protocol como parte de um pacote duplo com Shuri (a irmã mais nova de T'Challa). Ela é membro do grupo" Wakandans ".